# Europæisk integration
Europæisk integration indebærer politisk, juridisk, økonomisk (og i nogle tilfælde social og kulturel) integration mellem de europæiske stater. De centrale organer i den europæiske integration er EU og Europarådet. Integrationen indebærer, at der træffes fælles afgørelser om en række politikområder, f.eks. landbrug, forbrugerspørgsmål, konkurrencevilkår, energi og transport.

## Historie
Den europæiske integrations historie går tilbage til mellemkrigstiden, nærmere bestemt 1922, hvor Richard Coudenhove-Kalergi grundlagde Paneuropabevægelsen. Tankerne blev fulgt op af den franske statsmand Aristide Briand, der i et memorandum fra 1930 foreslog en europæisk union.
Efter Anden Verdenskrig og Tysklands tab af rollen som stormagt, blev Europarådet dannet i Strasbourg i 1949. Ved sin kendte tale på Universität Zürich i 1946 advokerede Winston Churchill for et Europas Forenede Stater og etableringen af Europarådet.
Tanken bag etableringen af et tættere europæisk samarbejde var, at de resurser, der havde været afgørende for verdenskrigene – kul og stål – ikke længere skulle kontrolleres nationalt, men på europæisk plan for på den måde at sikre varig fred i verdensdelen. Fokus var derfor på at få fjernet hindringer for frihandel mellem landene og etablere et fælles marked. Det skete i 1958 ved etableringen af Det Europæiske Økonomiske Fællesskab og Det Europæiske Atomenergifællesskab. Det indre marked blev formelt gennemført i 1992, men er stadig ikke komplet; bl.a. eksisterer der ikke et egentligt indre marked for finansielle ydelser.
Europarådets vigtigste resultater er etableringen af Den Europæiske Menneskerettighedskonvention i 1950 og med den Den Europæiske Menneskerettighedsdomstol i Strasbourg, der de facto er højeste retsinstans for menneskerettigheder og grundlæggende rettigheder. Mens Europarådet hovedsageligt står for den juridiske del af den europæiske integration, er det kulturelle aspekt varetaget gennem Kulturkonventionen fra 1954 og senere konventioner om anerkendelse af uddannelser og eksamensbeviser fra universiteterne og beskyttelse af minoritetssprog. Efter Berlinmurens fald fik tidligere kommunistiske lande i Central- og Østeuropa mulighed for at blive medlem af Europarådet, der nu består af 47 lande i Europa med undtagelse af Hviderusland grundet landets ikke-demokratiske regering.
En anden del af den europæiske integration finder sted gennem organisationen for sikkerhed og samarbejde i Europa, OSCE, som er en trans-atlantisk international organisation under FN. Den blev etableret i juli 1973, men blev i sin nuværende form dannet i januar 1995. OSCE har 56 medlemsstater og dækker størstedelen af den nordlige halvkugle. OSCE arbejder med en politisk-militær, en økonomisk og miljømæssig og en human dimension.

## Teorier om integration
Spørgsmålet om hvordan man kunne undgå krig mellem nationalsaterne var centralt for de første teorier. Føderalisme og Funktionalisme forslog en begrænsning af nationalstaternes råderum, mens Transaktionsanalysen søgte at teoretisere betingelserne for stabilisering af systemet af nationalstater.
En af de mest indflydelsesrige teorier om europæiske integration er neofunktionalismen, udviklet af Ernst B. Haas (1958) og videreudviklet af Leon Lindberg (1963). Denne teori fokuserer på spill over-effekterne af integration, hvilket fører til mere integration. I modsætning hertil står den anden store indflydelsesrige teori i integrationsstudier, Liberal Intergovernmentalisme, som fokuserer på statspræferencer, der bliver aktuelle igennem forhandling. Denne teori blev udviklet af Andrew Moravcsik i 1990'erne ved at bygge på teorien Intergovernmentalisme af Stanley Hoffman og andre. Denne er stadig indflydelsesrig. Den vigtige debat mellem neofunktionalisme og liberal intergovernmentalisme er stadig central for at forstå udviklingen af og tilbagegang for europæiske integration.
I takt med at den empiriske verden har forandret sig, har også teorierne og forståelsen af europæisk integraion. I dag er der et relativt nyt fokus på den komplekse lovgivningsproces i EU og multi-level governance (MLG), hvorved man prøver at bruge dette til at teoretisere over udviklingen og processen i EU-samarbejdet.
Ifølge et studie fra 2016 sker europæisk dybdeintegration gennem en "failing forward"-proces ("fejler fremad"), hvorved forhandling mellem regeringer fører til ufuldkommenhed fordi det tvinger stater med forskellige preferencer til at slå sig til nøje med løsninger med laveste fællesnævner.

## Regional integration
Arbejdet for øget regional integration i Europa har fremmet samarbejdet mellem regeringerne i regionerne og reduceret risikoen for en væbnet konflikt mellem landene. Den regionale integration har også betydet, at barriererne for frihandel i de europæiske regioner er blevet fjernet, og at arbejdskraftens, varernes og kapitalens frie bevægelighed er blevet øget.
I Norden er den regionale integration hovedsageligt sket gennem Nordisk Råd og Nordisk Ministerråd, der har Danmark, Finland, Island, Norge, Sverige og landenes selvstyrende territorier Færøerne, Grønland og Åland som medlemmer. Takket være den nordiske pasunion har man siden 1958 kunnet rejse frit mellem landene uden at medbringe pas.